# بمب‌گذاری ژوئن ۲۰۱۶ میدیات
بمب‌گذاری ژوئن ۲۰۱۶ میدیات در تاریخ ۸ ژوئن رخ داد و در اثر انفجار یک خودروی بمب‌گذاری شده در میدیات، استان ماردین، ترکیه ۵ نفر از جمله ۲ پلیس کشته شدند.